# Русавкино-Романово
Руса́вкино-Рома́ново — деревня в городском округе Балашиха Московской области. Население — 171 чел. (2010).

## Название и его происхождение
В 1862 году упоминается как деревня Русавкино, в 1926 году — Русавкино (Романово). С приходом Петра I к власти в Милет сослали четыре семьи сторонников царевны Софьи по фамилии Романовы. Жили они бедно – на доходы с соседней деревни Русавкино, после чего деревню и стали называть Русавкино-Романово. Старожилы Милета утверждали, что видели на несохранившемся ныне "Французском" кладбище надгробия сосланных. Кладбище находилось справа на подъезде к Новому Милету, если ехать от микрорайона Железнодорожный.

## География
Деревня Русавкино-Романово расположена в восточной части городского округа Балашиха. Высота над уровнем моря 130 м. Рядом с деревней протекает река Вьюнка. В деревне 21 улица — Березовая Аллея, Виноградная, Вишнёвая, Гостиничная, Граничная, Дорожная, Лучевая, Полевая, Прудовая, Радио, Радужная, Речная, Садовая, Цветочная, Центральная, Энергетический проезд, Ясеневая; 5 проездов — Сиреневый, 1-й, 2-й, 3-й и 4-й Граничный, Софийская, Энергетическая, Яблоневая, 2-я Энергетическая, Тенистая; 3 переулка - Майский, Ильинский, Грибной. Ближайший населённый пункт — деревня Русавкино-Поповщино.

## История
В 1926 году деревня являлась центром Романовского сельсовета Васильевской волости Богородского уезда Московской губернии.
С 1929 года — населённый пункт в составе Новомилетского сельсовета Реутовского района Московского округа Московской области. 19 мая 1941 года районный центр был перенесён в Балашиху, а район переименован в Балашихинский. До муниципальной реформы 2006 года деревня входила в состав Черновского сельского округа Балашихинского района. После образования городского округа Балашиха, деревня вошла в его состав.

## Население
| 1926 | 2002 | 2006 | 2010 |
| ---- | ---- | ---- | ---- |
| 340  | ↘82  | ↗99  | ↗171 |

В 1926 году в деревне проживало 340 человек (154 мужчины, 186 женщин), насчитывалось 66 крестьянских хозяйств. По переписи 2002 года — 82 человека (43 мужчины, 39 женщин).